# 尹正勳
尹正勳（韓語：윤정훈，1994年12月18日—），另譯尹正勛，韓國男演員。

## 演出作品

### 電視劇
- 2019年：OCN《客：The Guest》
- 2019年：OCN《奔跑的調查官》
- 2020年：tvN《Oh My Baby》
- 2020年：MBC《SF8》飾演 京
- 2020年：JTBC《回到18歲》飾演 朴基勇
- 2020年：JTBC《私生活》飾演 朴慶燮
- 2021年：OCN《黑洞》飾演 宇相(EP2)
- 2021年：kakaoTV《不瘋不狂不愛你》飾演 中式餐館外送員(EP6,11)
- 2021年：KBS2《遠看是蔚藍的春天》飾演 高尚泰
- 2021年：kakaoTV《優秀巫師賈斗心》飾演 金一南
- 2021年：Netflix《D.P：逃兵追緝令》飾演 追查許治度時，查訪的士兵(EP4)
- 2022年：Disney+《第六感之吻》飾演 金羅馬
- 2022年：Wavve《弱美男英雄Class 1》飾演 李正燦[4]
- 2022年：MBC《禁婚令，朝鮮婚姻禁止令》飾演 慈春石(EP1)
- 2023年：JTBC《戀愛不可抗力》飾演 赫路(EP1)
- 2023年：tvN《阿斯達年代記：阿拉姆恩之劍》飾演 太多致
- 2023年：tvN《無人島的Diva》飾演 安東民
- 2024年：Disney+《篡位》飾演 高熙燦[5]
- 2024年：KBS2《抓住你的衣領》飾演 吳明秀
- 2025年：Disney+《狂醫魔徒》飾演 金世國
- 2025年：KBS2《我奪走了公爵的初夜》飾演 車世浩[6][7]

### 電影
- 2016年：《記憶中的美好歌聲》飾演 士兵，人民軍小隊隊員
- 2018年：《浴血圍城88天》飾演 大唐軍士
- 2019年：《沉默(침묵)》短片
- 2019年：《超人說 (위버멘쉬)》短片
- 2019年：《傳說的拉一大》飾演 混混
- 2020年：《詭憶》 飾演 執行要員
- 2020年：《對決六號球》 飾演 男選手
- 2020年：《華川(화천)》短片 飾演 張敏俊
- 2020年：《你好，配角演員...就是這樣》短片 飾演 勳(聲音出演)
- 2021年：《孩子別哭》飾演 鍾煥
- 2021年：《茲山魚譜》飾演 弟子
- 2024年：《破墓》飾演 高城醫院的急診室醫生

## 外部連結
- 尹正勳的Instagram帳戶
- 尹正勳在NAVER上的资料
- 尹正勳在Daum上的资料
- 尹正勳在韩国电影数据库（KMDb）上的資料（韓語）